# L'Almée (navire)
Pour l’article homonyme, voir Almée.
L’Almée est un yacht construit en 1886 à Argenteuil. Après avoir eu différentes utilisations, il est maintenant utilisé comme boutique à Aix-les-Bains, sur les rives du Lac du Bourget.

## Histoire
L’Almée est un yacht construit en 1886 par les chantiers navals d’Argenteuil pour Henri Menier, chocolatier français, qui dessine les plans du yacht. Celui-ci est lancé le 10 mai 1887.

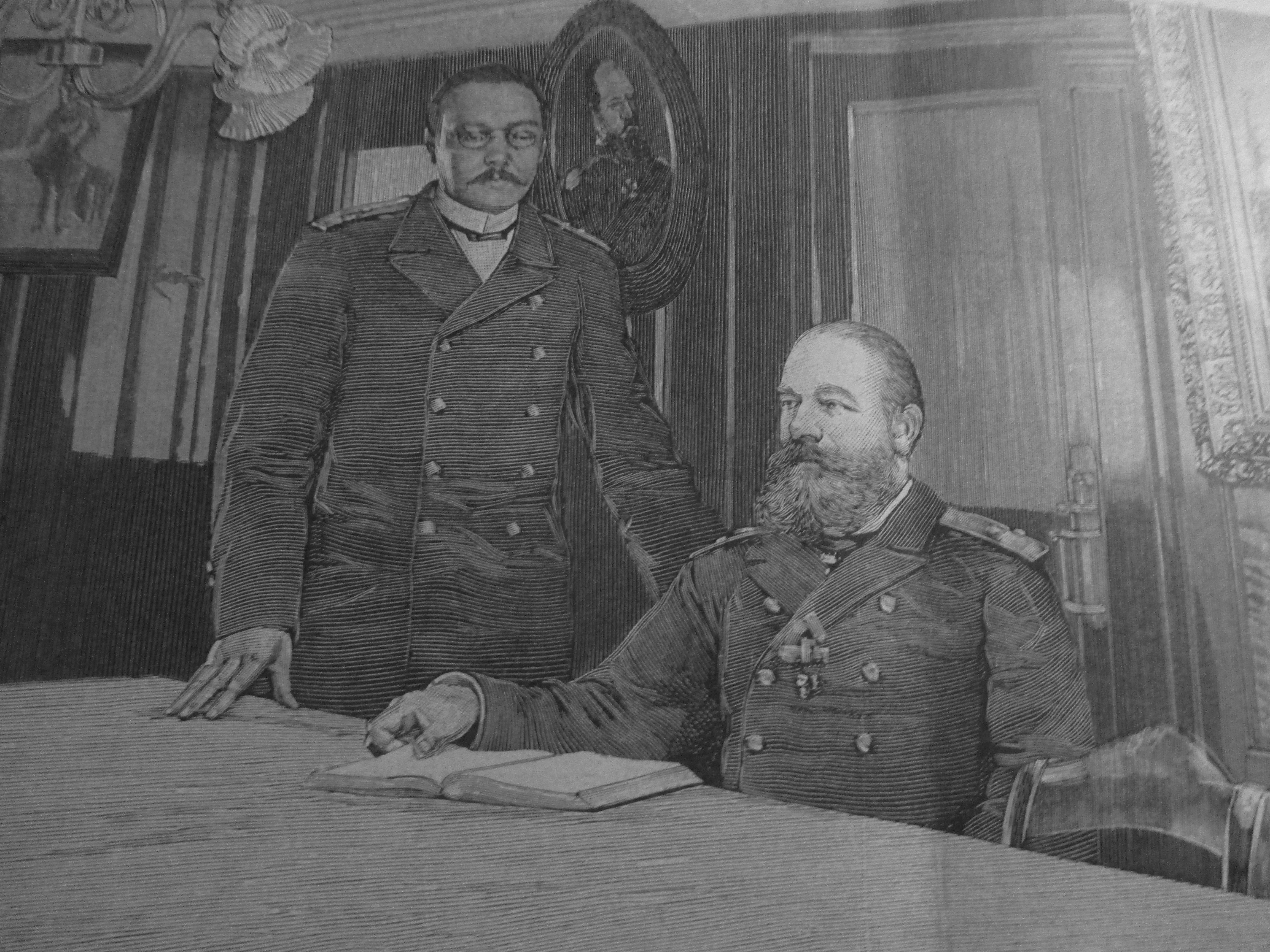
Le contre-amiral Theodor Avellan vers 1893.

Le 24 octobre 1893, lors d’une visite officielle à Paris, le contre-amiral baron Jean Théobald Lagé, président de l’Union des yachts français, remet au contre-amiral Theodor Avellan, commandant de l’Escadre russe de la Méditerranée, un brevet de membre honoraire de l’Union et une médaille commémorative en or à bord du yach
Le 6 septembre 1913, Henri Menier décède et son yacht est désarmé sur l’Oise. L’année suivante, la Première Guerre mondiale éclate et L’Almée est réquisitionné par la Marine nationale. Il sert de patrouilleur jusqu’à la fin de la guerre, puis retourne sur l’Oise. Il est acquis par les Domaines de l’État et est amarré sur la Marne. En 1926, il est acheté par la Compagnie de Navigation du Lac, codirigée par Michel Clappier et Félix Bal, et amené sur le lac du Bourget. En 1929, Michel Clappier reprend la société à son nom et Félix Bal créé une société concurrente en 1930, la Société Nouvelle de Navigation - Les cygnes du Lac.
L’Almée sert de péniche pour le transport du bois ou est échoué en baie de Mémard (au Nord-Ouest d’Aix-les-Bains). Pendant la Deuxième Guerre mondiale, il reste échoué dans cette baie (située à seulement quelques centaines de mètres son emplacement actuel). Il est pillé au cours du conflit.

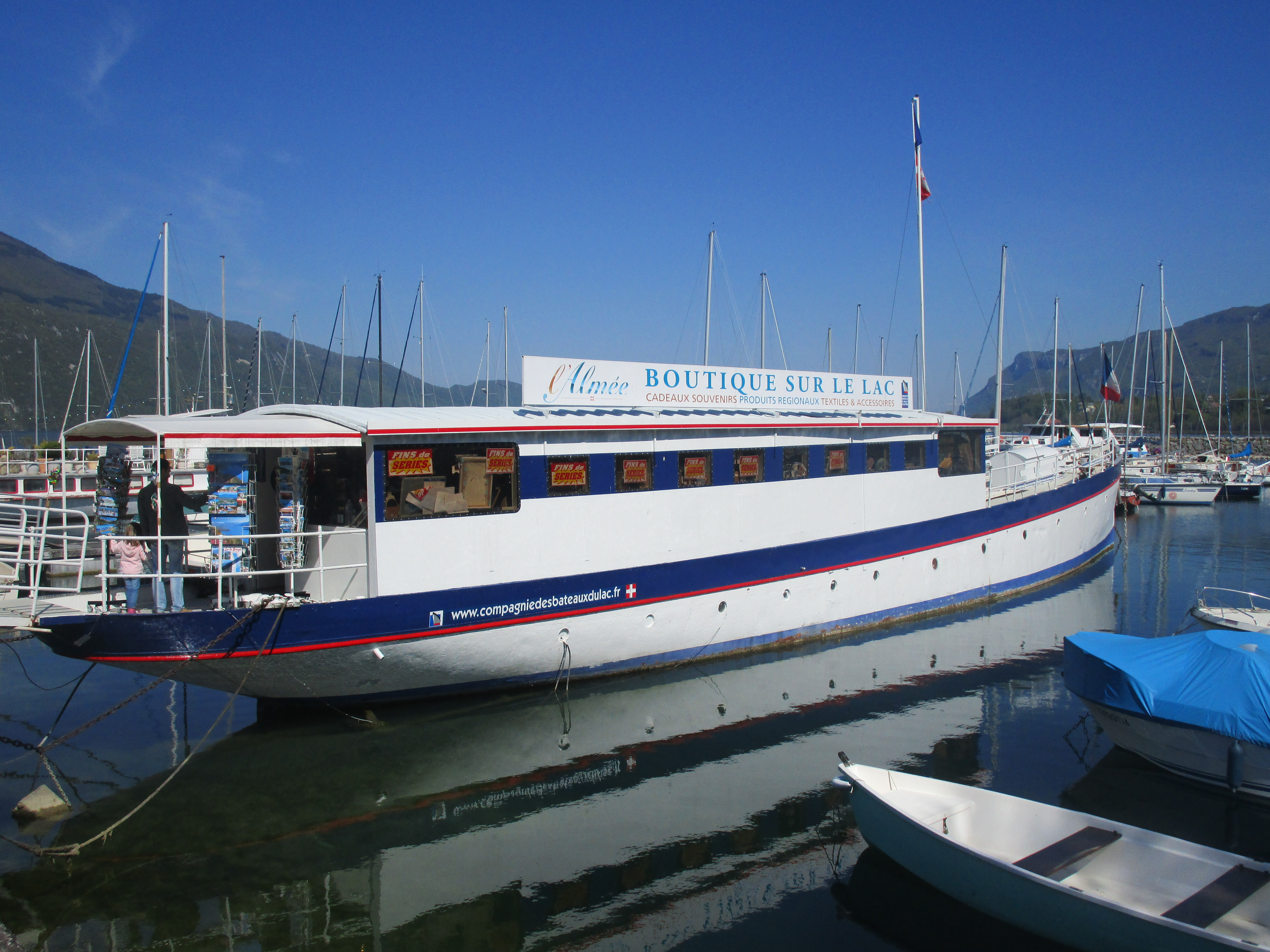
L’Almée à Aix-les-Bains en avril 2015.

À la fin de la guerre, il est acheté par la Société de l’Étoile du Lac, codirigée par Aimonier-Liaudet et Charlotte Dalmas, et transformé en ferry sous le nom de Hautecombe. Remotorisé et adapté au transport de passagers, il commence ses traversées entre Aix-les-Bains et l’abbaye d'Hautecombe en 1947.
Le 18 août 1969, le navire de promenade La Fraidieu sombre à proximité du Château de Ripaille, puis le bateau Sainte-Odile chavire le 7 août 1970 au large d’Yvoire. Au total, les naufrages de ces deux navires de promenade tuent 31 personnes, 24 dans le premier naufrage et 7 dans le second. Afin d’éviter de nouvelles tragédies, les règles de navigation en eau douce sont renforcées. À la suite de cette nouvelle réglementation, le Hautecombe doit être retiré du service, ce qui est fait en septembre 1970. Il est alors racheté par Daniel Carraz qui le vide de ses moteurs et l’utilise comme un entrepôt.
En 1976, Alain Prud’Homme le rachète et le transforme en siège social pour son école de voile, Gwel. Le navire reprend son nom original et est amarré au Grand Port d’Aix-les-Bains. Par la suite, il est converti en boutique. Le 8 février 2015, il chasse sur ses ancres et une partie de sa passerelle est arraché lors d’une tempête. Le navire n’est pas endommagé et sa passerelle est réparée quelques jours plus tard.

## Galerie

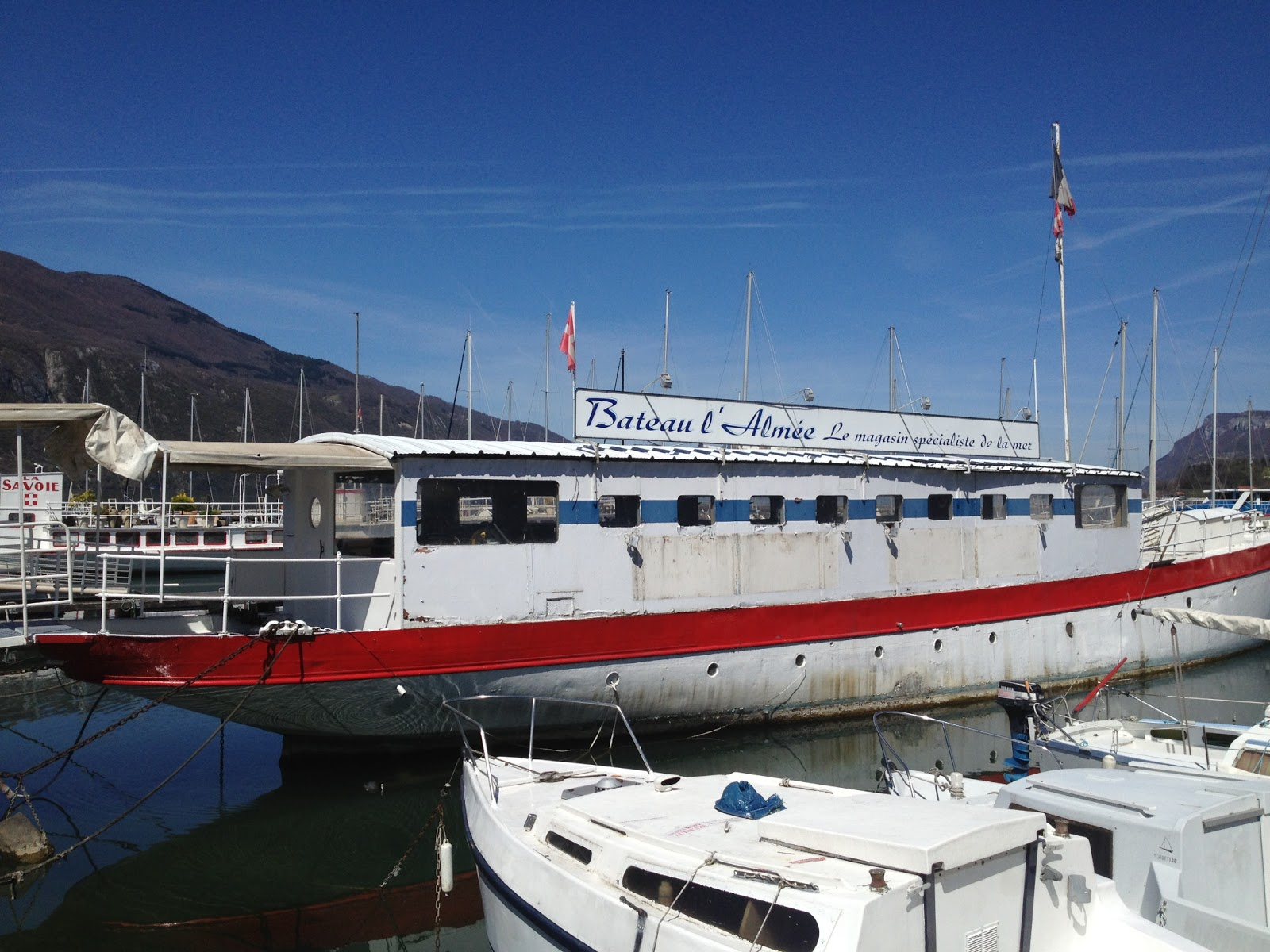
L’Almée en avril 2013.
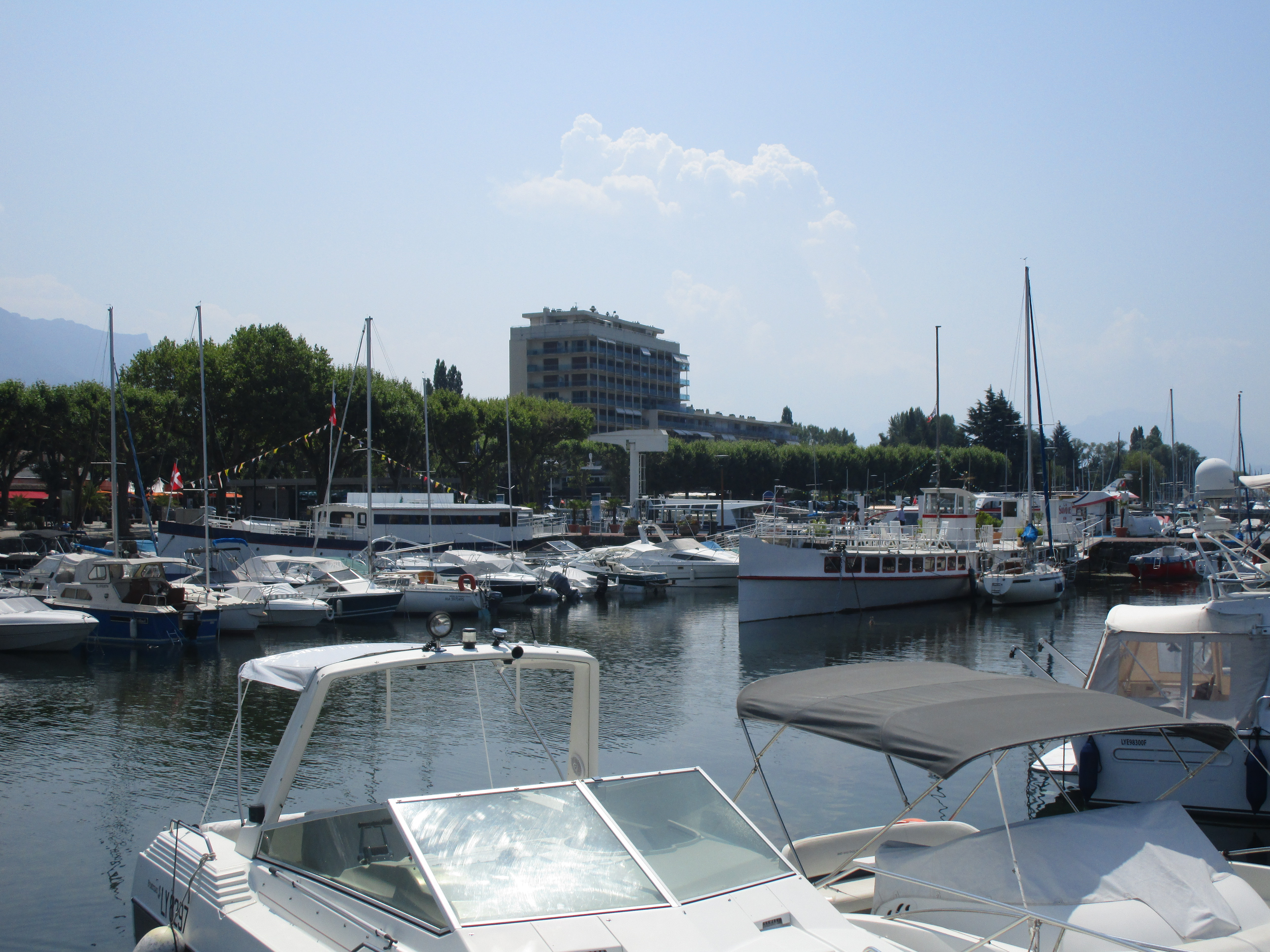
La Savoie et L’Almée (au fond) en juillet 2015.